# Vili Črv
Vili Črv (* 19. Februar 1999 in Kranjska Gora) ist ein slowenischer Skilangläufer. 

## Werdegang
Črv, der für den ND Ratece-Planica startet, nahm von 2013 bis 2019 vorwiegend an Juniorenrennen des Alpencups teil. Bei den Olympischen Jugend-Winterspielen 2016 in Lillehammer lief er auf den 30. Platz über 10 km Freistil, auf den 12. Rang im Cross und auf den neunten Platz im Sprint und beim Europäischen Olympischen Winter-Jugendfestival 2017 in Erzurum auf den 14. Platz über 10 km Freistil, auf den 12. Rang über 7,5 km klassisch und jeweils auf den vierten Platz im Sprint und mit der Mixed-Staffel. In der Saison 2017/18 gab er in Planica sein Debüt im Skilanglauf-Weltcup, welches er auf dem 69. Platz im Sprint beendete und belegte bei den Nordischen Junioren-Skiweltmeisterschaften 2018 in Goms den 42. Platz über 10 km klassisch, den 39. Rang im Skiathlon und den 16. Platz im Sprint. Seine besten Platzierungen bei den Nordischen Junioren-Skiweltmeisterschaften 2019 in Lahti waren der 41. Platz im Sprint und der 12. Rang mit der Staffel. Zu Beginn der Saison 2019/20 startete er in Pokljuka erstmals im Alpencup und errang dabei den 43. Platz im Sprint. Im weiteren Saisonverlauf kam er bei den U23-Weltmeisterschaften 2020 in Oberwiesenthal auf den 51. Platz im Sprint, auf den 39. Rang im 30-km-Massenstartrennen und auf den 37. Platz über 15 km klassisch und errang in Planica bei seinen zweiten Weltcupstart den 65. Platz im Sprint. Im folgenden Jahr lief er bei den U23-Weltmeisterschaften in Vuokatti auf den 39. Platz im Sprint und auf den 37. Rang über 15 km Freistil und bei den Nordischen Skiweltmeisterschaften 2021 in Oberstdorf auf den 76. Platz über 15 km Freistil, auf den 48. Rang im Sprint und auf den 19. Rang zusammen mit Janez Lampič im Teamsprint. In der Saison 2021/22 holte er in Dresden mit dem 24. Platz im Sprint seine ersten Weltcuppunkte und errang bei den U23-Weltmeisterschaften 2022 in Lygna den 41. Platz im Sprint. Seine besten Platzierungen bei den Olympischen Winterspielen 2022 in Peking waren der 42. Platz im Sprint und der 14. Rang mit der Staffel.